# Neturei Karta

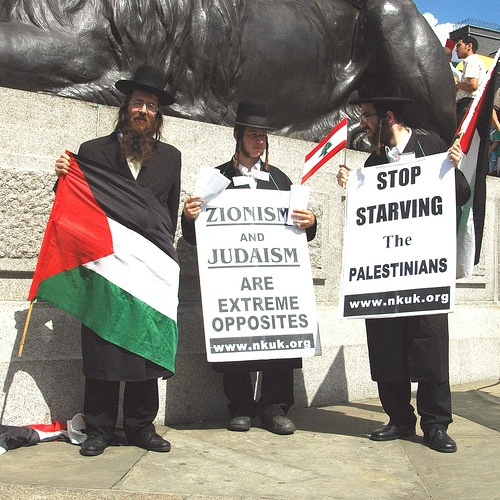
Demonstration på Trafalgar Square, London, i september 2006.

Neturei Karta (נטורי קרתא, "Väktare av Staden", alltså Jerusalem), använder även det engelska namnet Jews United Against Zionism ("Judar Förenade Mot Sionism"), är en liten ultraortodox judisk grupp, ursprungligen bildad 1935, som motsätter sig sionism och begär att staten Israel ska upplösas eftersom de anser att judar är förbjudna att ha en egen stat innan Messias har kommit. De protesterar ofta mot Israels aktioner mot palestinier. Neturei Karta är främst koncentrerade till Jerusalem men finns även i och runt Beit Shemesh Bet, nära Jerusalem, och Bnei Brak. De flesta andra personer knutna till Neturei Karta finns i London, New York samt ett antal mindre grupper runt om i Nordamerika.
Enligt Neturei Karta:
"Namnet Neturei Karta är ett namn som vanligtvis ges till de personer som regelbundet ber i Neturei Kartas synagogor (Torah Ve'Yirah Jerusalem, Torah U'Tefillah London, Torah U'Tefillah NY, Beis Yehudi Upstate NY, etc.), studerar i eller sänder sina barn till utbildningsinstitutioner som drivs av Neturei Karta, eller aktivt deltar i aktiviteter, sammankomster eller demonstrationer som arrangeras av Neturei Karta".
Neturei Karta har ingen officiell statistik över medlemsantal. Jewish Virtual Library uppskattar deras antal till 5000. Anti-Defamation League uppskattar att mindre än 100 medlemmar av sammanslutningen deltar i antiisraelisk aktivism.